# Limites de l'Europe
 (septembre 2011).
Si vous disposez d'ouvrages ou d'articles de référence ou si vous connaissez des sites web de qualité traitant du thème abordé ici, merci de compléter l'article en donnant les références utiles à sa vérifiabilité et en les liant à la section « Notes et références ».

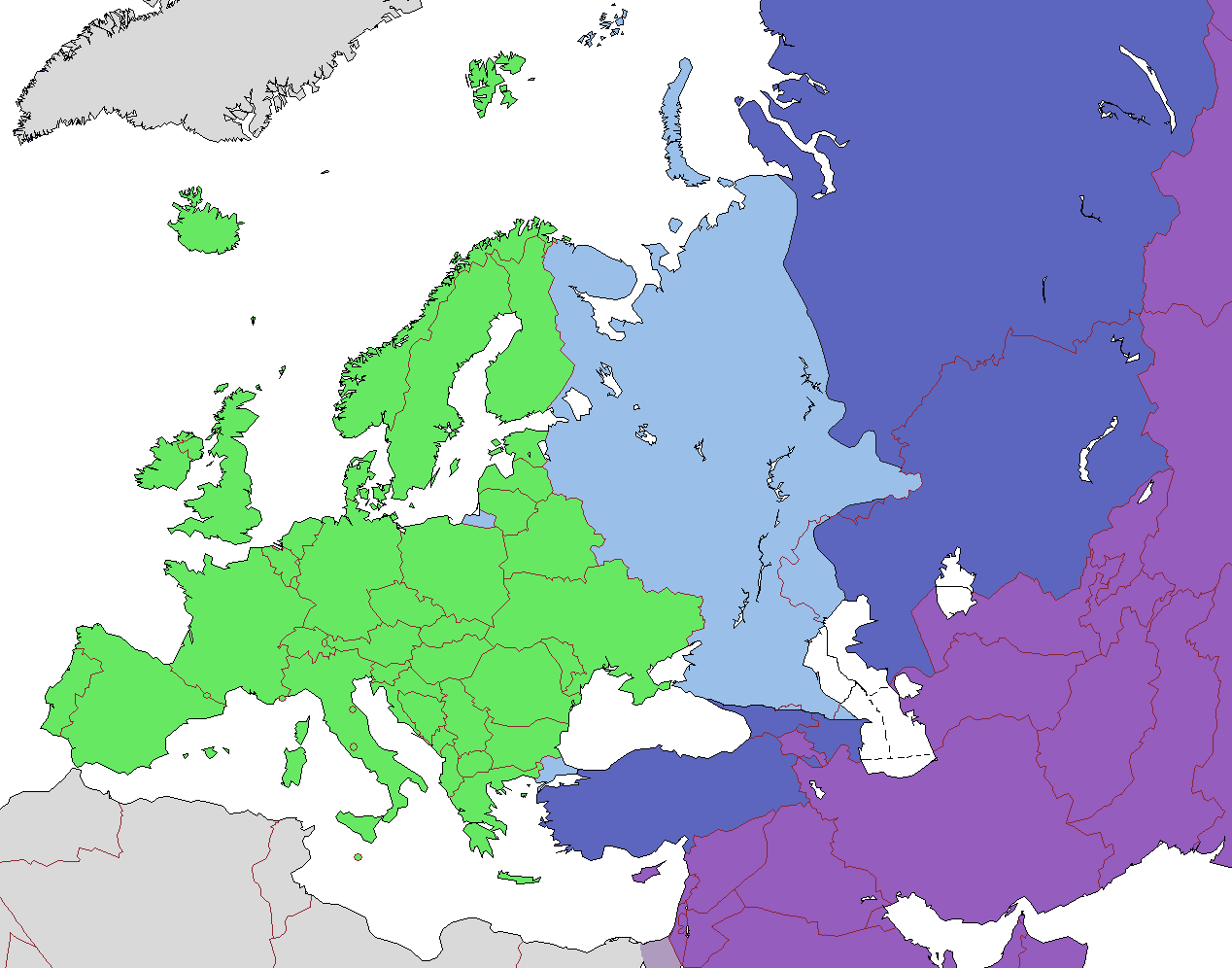
En vert, les pays du continent européen. La Russie, le Kazakhstan et la Turquie ont leurs territoires en partie en Europe (en bleu clair sur la carte) et en partie en Asie (en bleu foncé).
L'Azerbaïdjan et la Géorgie peuvent également être situés en partie en Europe.

La définition des limites de l’Europe est sujette à controverse, la géographie physique ne la donnant pas immédiatement. En effet, le continent européen n’existe pas en tant qu’unité physique : il est un finistère de l'Asie et constitue avec elle un supercontinent dénommé Eurasie. Les limites de l’Europe sont donc une convention.
À l'est, les limites ont souvent été créées artificiellement non seulement en fonction de critères géographiques, mais également en raison de considérations culturelles, voire politiques et religieuses.
À l'époque d'Hérodote, dans l'Antiquité, le monde européen s'étendait assez à l'est, car l'ensemble des Scythes, un peuple indo-européen, était parfois intégré, dans une certaine mesure, au monde européen. Au XIIIe siècle, certains géographes établissaient la frontière de l'Europe juste un peu à l'est de Nijni Novgorod, qui correspondait à la partie la plus orientale de l'ancienne Rus' de Kiev,,, car au-delà se trouvait la partie nord du territoire de la Horde d'Or,,. Au XVIe siècle, certaines sections situées au sud du fleuve Don ou du nord de la Volga étaient parfois considérées comme des frontières naturelles. Cependant, certains géographes français de la Renaissance ne considéraient que la Russie dans son ensemble était asiatique ; faisant ainsi passer la frontière entre Europe et Asie au long de la frontière entre la Pologne et la Russie. Pour d'autres, certaines parties de la Russie étaient en Europe tandis que d'autres étaient asiatiques — en particulier sa partie sud et sud-est récemment conquise. À certains endroits, la frontière de l'Europe était ainsi parfois située au niveau de la steppe pontique, à la frontière sud-est du Grand-Duché de Lituanie. Toutefois, cette délimitation n’était pas fixe et variait selon les géographes,. Par exemple, Nicolas de Nicolay, géographe et voyageur français du XVIe siècle, se basant sur les observations de diplomates ou de voyageurs tel que Stefano Guazzo, laisse entendre qu'il intégrait la Moscovie et les anciens territoires de la république de Novgorod et de la république de Pskov dans l'ensemble européen,. Par ailleurs, il est souvent question de division au niveau politique et qu'il y a eu des tentatives pour une union polono-lituano-moscovite dès la fin du XVIe siècle.
Le diplomate allemand Sigismund von Herberstein, qui a effectué deux missions diplomatiques en Moscovie, l'une en 1517 et l'autre en 1526 pour le compte du Saint-Empire romain germanique, situait les limites de l'Europe entre Nijni-Novgorod et Kazan, un lieu marquant la frontière avec le Khanat de Kazan,. Dans son ouvrage Rerum Moscoviticarum Commentarii (1549), il décrit cet endroit comme un espace de transition entre l'Europe et l'Asie.
Un cartographe allemand contemporain qui rejoint cette vision est Sebastian Münster. Dans sa célèbre Cosmographia (publiée pour la première fois en 1544), Münster inclut la Moscovie dans l'Europe et place les limites de celle-ci de manière similaire à Sigismund von Herberstein, délimitant ainsi les zones d'influence culturelle et politique entre l'Europe chrétienne et les khanats musulmans voisins,.
Les contributions combinées de Sigismund von Herberstein, par ses récits détaillés, et de Sebastian Münster, par ses cartes influentes, ont renforcé l'idée que la Moscovie, bien qu'éloignée, appartenait géographiquement et culturellement à l'Europe.
La division géographique actuelle entre l'Europe et l'Asie en Russie a été formulée au début du XVIIIe siècle, à l'Oural, par le militaire et géographe suédois d'origine allemande Philip Johan von Strahlenberg, qui raisonna en partie selon des critères ethno-civilisationnels. Ce tracé fut ensuite repris et officialisé par le géographe russe  Vassili Tatichtchev. Ainsi, en tenant compte du contexte de l'époque de Pierre le Grand, cette frontière avait une certaine logique. A l'ouest de l'Oural, on trouvait essentiellement des Slaves et des peuples finno-ougriens assimilés au monde européen, tandis qu'à l'est se trouvaient plutôt des peuples turciques ou paléo-sibériens et semi-nomades. La région de la Sibérie comptait déjà quelques villes, des comptoirs et des avant-postes avancés russes, mais la colonisation massive par la Russie ne commencera réellement qu'à la fin du XVIIIe siècle et surtout au XIXe siècle,.
Aujourd'hui, des villes comme Irkoutsk, Tomsk ou Novossibirsk sont perçues comme faisant partie de l'Europe sur les plans démographique, culturel et architectural. Si l'on se réfère à la logique des géographes grecs, tel qu'Hérodote, ou à celle des géographes du XVIIIe siècle, l'Europe pourrait ainsi être envisagée comme s'étendant de l'Atlantique à Vladivostok.
Les frontières bordant la Méditerranée, la mer Noire, les détroits du Bosphore, des Dardanelles et de Gibraltar et enfin l’océan Atlantique ne sont en revanche pas modifiées.

## Différentes conceptions

### Conception géographique

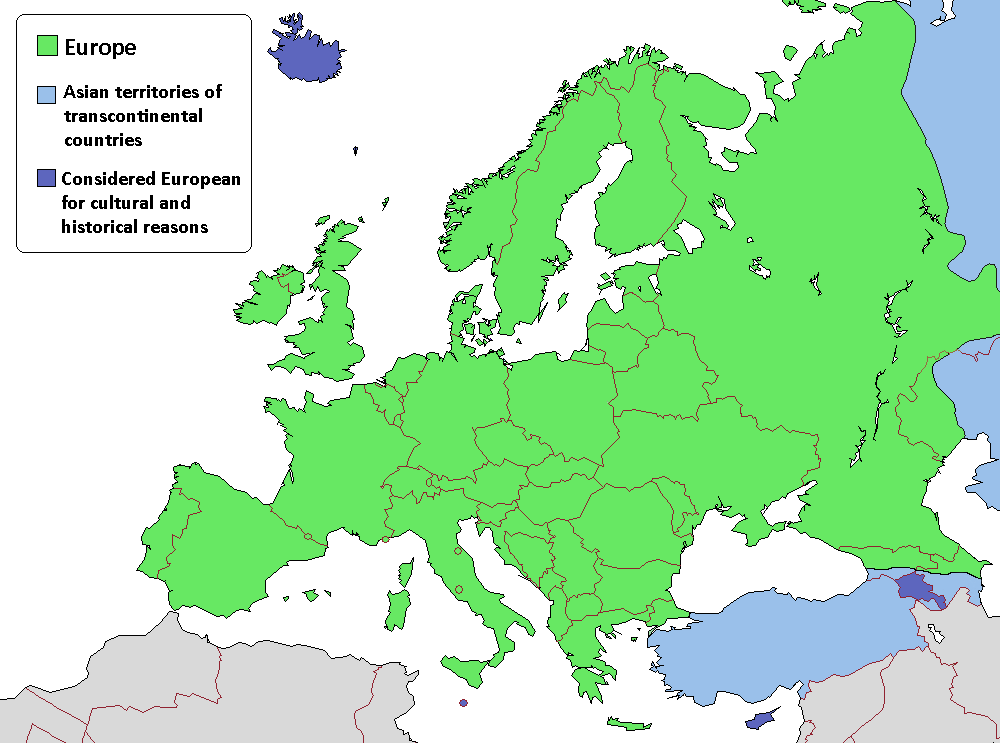
Pays d'Europe
Pays transcontinentaux, territoire d'Asie
Pays considérés comme faisant culturellement, historiquement et politiquement partie de l'Europe

Traditionnellement, on divise les terres émergées de notre planète en six parties du Monde (Europe, Asie, Afrique, Amérique, Océanie, Antarctique) qu'on appelle souvent, par commodité et tradition historique, des continents,. Certaines parties du monde sont séparées par des frontières terrestres, ce qui en fait techniquement un seul continent. C’est le cas de l’Europe et de l’Asie que les scientifiques considèrent comme un seul continent, l’Eurasie. La limite entre Asie et Europe est donc plus culturelle ou historique que géographique ou géologique.
La classification des terres entre les différentes parties du monde, appelées continents, persiste et est toujours largement utilisée, bien que cela soit un « pur artefact ». En particulier, les traités établissant différentes institutions transnationales européennes précisent que pour appartenir à ces institutions, un État doit être « européen ». Cependant, aucune définition ne vient préciser ce que l'on entend par « État européen ». Le territoire de certains États est indiscutablement sur le continent européen ; d'autres n'en font indiscutablement pas partie ; enfin, l'appartenance ou non à l'Europe de certains autres est discutée. Les limites de l'Europe géographique ne sont pas tracées.
Plusieurs limites ont donc été proposées par différents géographes et historiens depuis l'époque de Pierre le Grand. Dans l'ensemble, on considère que l'océan Arctique au nord, l'océan Atlantique à l'ouest et la mer Méditerranée au sud sont les frontières maritimes de l'Europe.
À l'est, on considère depuis le XVIIIe siècle, sous l'influence du savant russe Vassili Tatichtchev, repris par l'Encyclopédie, que la chaîne de l'Oural, le fleuve Oural, la mer Caspienne, la chaîne du Caucase, la mer Noire, les détroits du Bosphore et des Dardanelles et la mer Égée marquent la limite géographique entre l'Europe et l'Asie. Cette limite fut dès lors assez généralement acceptée, mais la partie entre l'Oural et la Caspienne et celle sur le Caucase varient parfois suivant les auteurs.
Cependant, les géographes contemporains reconnaissent volontiers que la limite terrestre « Oural » est largement conventionnelle. Les monts Oural sont facilement franchissables, et n'ont jamais marqué une quelconque frontière politique ou culturelle. Le fleuve Oural est de même facilement franchissable et sans signification particulière autre que conventionnelle.
D'autre part, cette limite conventionnelle, qui remonte à la volonté de la Russie impériale de Pierre Le Grand de s'inscrire dans le jeu des Nations, est plus exactement celle au-delà de laquelle l'Europe ne s'étend pas : dans le flou de la frontière, ces points extrêmes sont assurément asiatiques. Inversement, la zone asiatique s'étend bien en deçà de cette limite. L'affirmation de Metternich voulant que « L'Asie commence à la Landstraße »,
posant une limite extrême dans les faubourgs de Vienne, est probablement excessive. Mais, comme le montrent les cartes anciennes, la conception traditionnelle des pays indiscutablement européens s'arrête à l'isthme situé sur une ligne reliant Odessa, sur la mer Noire, et Kaliningrad sur la mer Baltique. Cette autre limite extrême de l'Europe correspond aux frontières de l'Ukraine et de la Biélorussie, mettant toute la zone russe dans une situation intermédiaire « un peu asiatique, un peu européenne ».
Une définition originale a même été proposée, qui passe par les voies navigables des plaines russes, en se fondant sur l'idée qu'il devait être possible de naviguer autour d'un continent. Cette limite part de la mer Blanche, remonte le long de la Dvina septentrionale et son bras la Soukhona pour atteindre le canal de la Dvina. Ce canal permet d'atteindre la Cheksna, dans le bassin de la Volga, jusqu'à la retenue de Rybinsk. Franchissant le barrage, la limite descend le long de la Volga, jusqu'au canal Volga-Don, qui permet de rejoindre le Don jusqu'à la mer d'Azov et la mer Noire. Ce chemin était d'ailleurs anciennement emprunté par les Vikings. Une autre voie navigable possible semble être l'autre affluent de la Dvina septentrionale, la Vytchegda, puis le canal Catherine qui rejoint la Kama le grand affluent de la Volga. Il existe aussi la voie navigable Volga-Baltique et depuis 1933 le canal de la mer Blanche ou le Belomorkanal qui relie le lac Onega à la mer Blanche. Plus au nord et à l'est dans le prolongement de la Volga puis de la Kama et du canal Catherine on pourrait aussi éventuellement envisager un petit tracé non-fluvial entre la Vytchegda et la source de l'Ijma pour rejoindre la Petchora jusqu'à la mer de Barents. Dès le XIXe siècle il existait d'ailleurs un projet de construction d'un canal Petchora-Kama.
Plus au sud entre le Caucase et le petit Caucase le Rioni et la Koura pourraient aussi constituer une autre limite fluviale dessinée sur la carte ci-dessus avec toutefois encore une interruption entre les deux fleuves. La mer Caspienne serait alors dans la continuité puis le fleuve Oural. Dans les steppes kazakhes la source de la Tobol n'est pas très loin et cette rivière rejoint l'Irtych le grand affluent de l'Ob jusqu'à son embouchure dans la mer de Kara. Dans cette représentation la Turquie et le sud du Caucase pourraient se rajouter à cette zone intermédiaire à la fois asiatique et européenne.

### Conception anthropologique

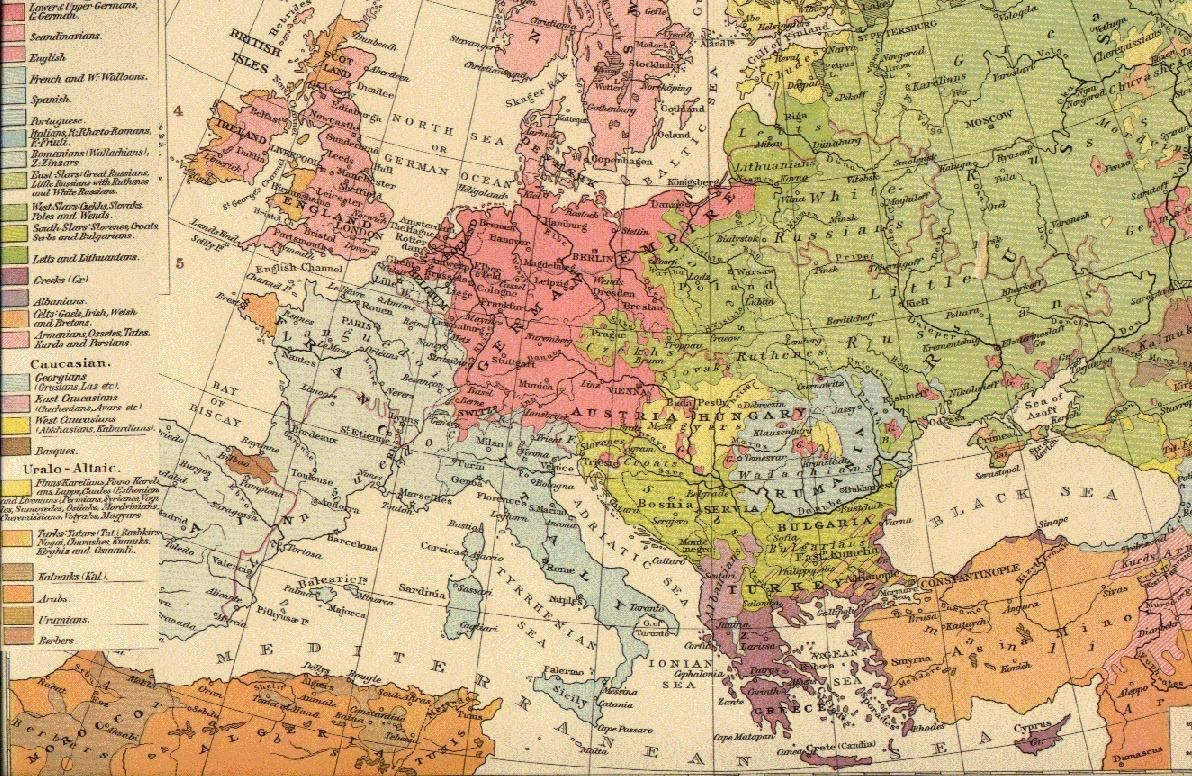
L'Europe des peuples établie en 1896.

Dans la vision purement anthropologique de la première moitié du XXe siècle, « la pensée classique des anthropologues » étend « le substratum biologique des populations européennes au-delà des frontières politiques de l'Europe » et établit « d'abord la présence d'une commune humanité » sans établir « une conjonction entre identité politique, identité culturelle et identité biologique ». L'Europe anthropologique comprend donc non seulement l'Europe géographique mais aussi toutes les populations « europoïdes » du pourtour méditerranéen (Proche et Moyen-Orient, Afrique du Nord...). Ainsi pour Marc Sauter, à la fin de l'ère coloniale, marquée par une vision raciste de l'humanité, « les frontières que tracent le géographe et l'historien ne signifient pas grand-chose... En fait, sur le plan anthropologique, l'Europe déborde largement les mers méridionales, la chaîne du Caucase et les steppes russes pour englober toute une humanité. Racialement, l'Europe est partout où la peau de l'homme est blanche ».
Dans l'avant-propos de son livre paru en 1950 Les races de l'Europe, Marc Sauter écrit : « L'Europe se cherche et s'interroge. Ses intellectuels et ses doctrinaires voudraient savoir si l'Europe est plus qu'un nom d'atlas, si la coexistence de tant de peuples et de groupes minoritaires dans ce qu'on appelle souvent la péninsule de l'Asie suffit à justifier une vie commune ; s'il existe un dénominateur commun qui les réunisse, lien ténu peut-être, mais bien réel. (...) Or, plus que de l'Europe, il s'agit des Européens. C'est eux qui, au cours de l'histoire, ont donné à notre continent sa physionomie propre, culturelle, religieuse, linguistique. Car, enfin, les steppes asiatiques se prolongent jusqu'en Hongrie ; la zone méditerranéenne englobe autant l'Afrique du Nord que la Grèce ou le Languedoc ; ce qui veut dire que la géographie physique et biologique ne suffit pas à définir l'Europe. (...) Mais voici qu'à leur tour les Européens sont multiples, divers de langue, de religion, de mœurs. Ils sont divers aussi par la race. (...) ».
La conception anthropologique moderne de l'Europe est sans-doute très éloignée de celle du XIXe siècle. Au lendemain de la Seconde Guerre mondiale il est même question d'abandonner l'étude des races, sujet de controverse. La diversité des peuples, la richesse de leur histoire et une immigration extra-européenne significative font de l'Europe un continent à part dans le monde.

## Les limites historiques de l'Europe

### Naissance du concept de l'Europe

Le monde vu par Hérodote

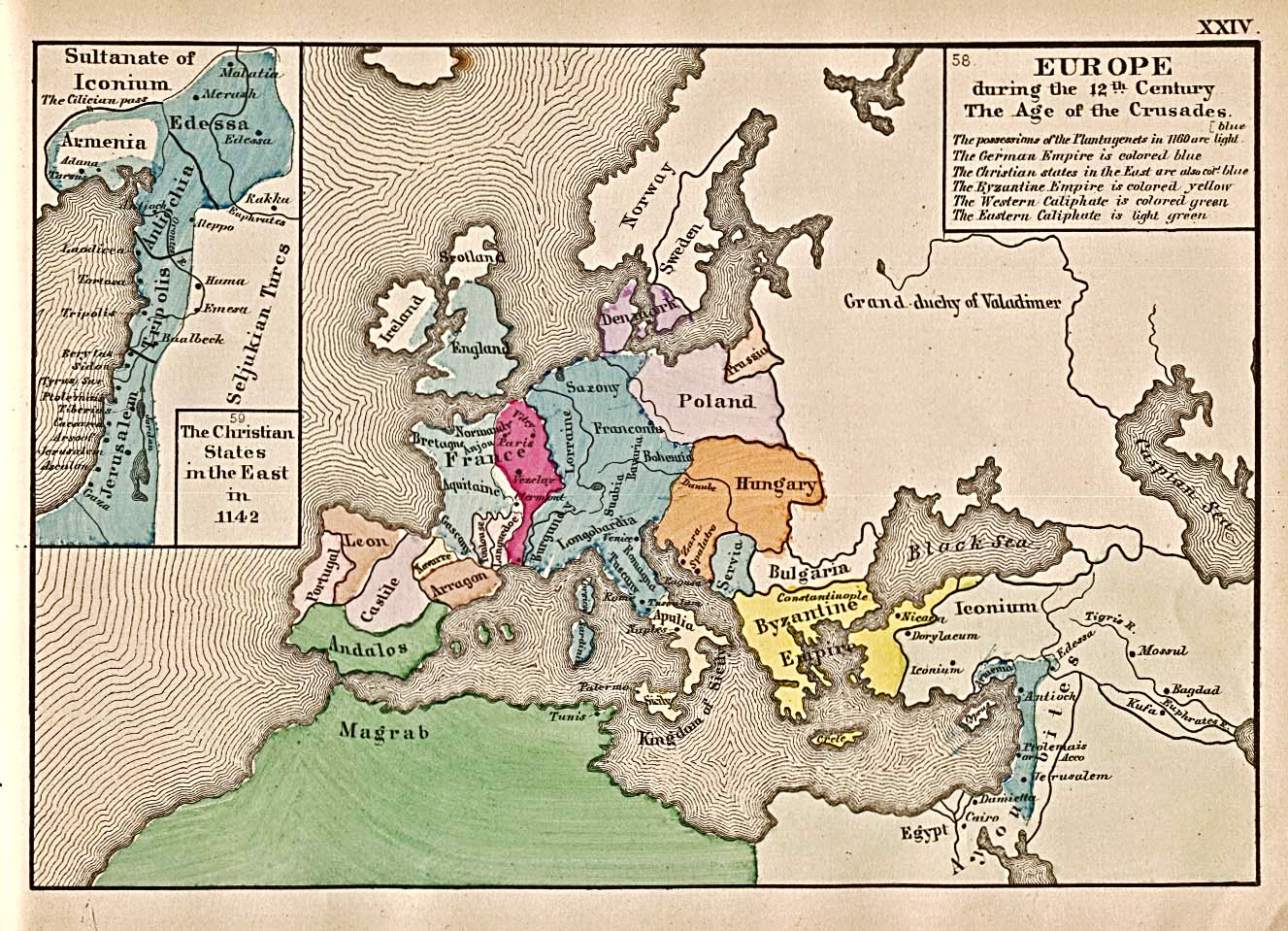
Le monde européen au temps des croisades.

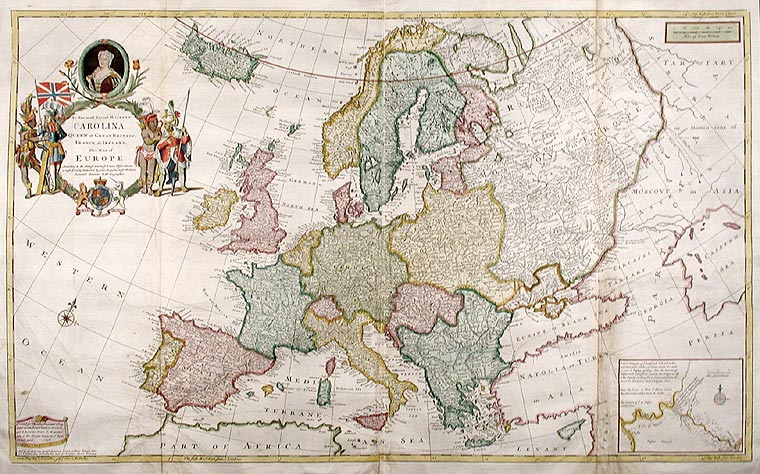
Herman Moll – carte de l’Europe (1708)

Malgré les mythes grecs, il semble que le mot qui désigne le continent européen, doive être rapproché d'un mot sémitique plus ancien (Ereb) signifiant couchant. D'ailleurs, la princesse phénicienne Europe part vers l'occident, enlevée par Zeus.
À l'origine, cette catégorie Europe/Asie sert d'abord à distinguer les deux côtés de la mer où habitent des Grecs. Pour les Grecs qui considéraient alors la mer Égée comme une mer intérieure, l'Europe correspond à la Grèce européenne (car les Grecs qui vivaient également en Asie Mineure avaient le sentiment d'être aussi grecs que ceux habitant en Europe), par opposition avec l'Asie qui désigne, dans un premier temps, uniquement l'Asie Mineure (Anatolie actuelle). La coupure entre Europe et Asie naît ainsi comme une distinction entre ouest et est de la Grèce, l'Europe et l'Asie sont les deux grandes régions constituant la Grèce et se subdivisant elles-mêmes en plusieurs régions historiques. Pour les Grecs antiques et leurs successeurs, la Grèce européenne n'est pas plus « grecque » que la Grèce asiatique.
Ce mot, tardivement, vient à désigner la partie des Balkans au-delà du Péloponnèse, « et ce qu'il y a plus loin » vers le nord et vers l'ouest. Elle s'oppose à l'Asie, qui commence en Asie Mineure, et s'étend au-delà. Cette conception n'est que locale, les contrées lointaines étant inconnues de Ptolémée. Cependant, elle donne la première définition d'une limite géographique de l'Europe : le Bosphore.
Les Grecs ont fondé des colonies (les Clérouquies) sur tout le pourtour de la mer Noire, et naviguaient couramment jusqu'en Tauride et en Crimée (Hersones, Théodosie) au nord, et en Colchide à l'est. Mais la limite eurasienne n'a jamais été nette à cette époque. Les Grecs situaient parfois l'autre limite entre Europe et Asie en Colchide, point de la mer Noire le plus éloigné du Bosphore, plaçant ainsi le Caucase en Europe, et l'Anatolie en Asie. Cette frontière passait à l'époque dans la vallée (donc plus au sud que le Caucase, la limite actuellement retenue), sur le fleuve Rioni en Géorgie, axe de pénétration vers le cours du Koura, en Azerbaïdjan, jusqu'à la Caspienne. D'autres fois (par exemple dans la géographie de Ptolémée, ils faisaient passer la limite au nord de la mer Noire, par la mer d'Azov, et au-delà le long du Don. La légende de Persès fils d'Hélios reflète ainsi peut-être la première querelle mythologique sur la position de cette limite.

### Formation historique

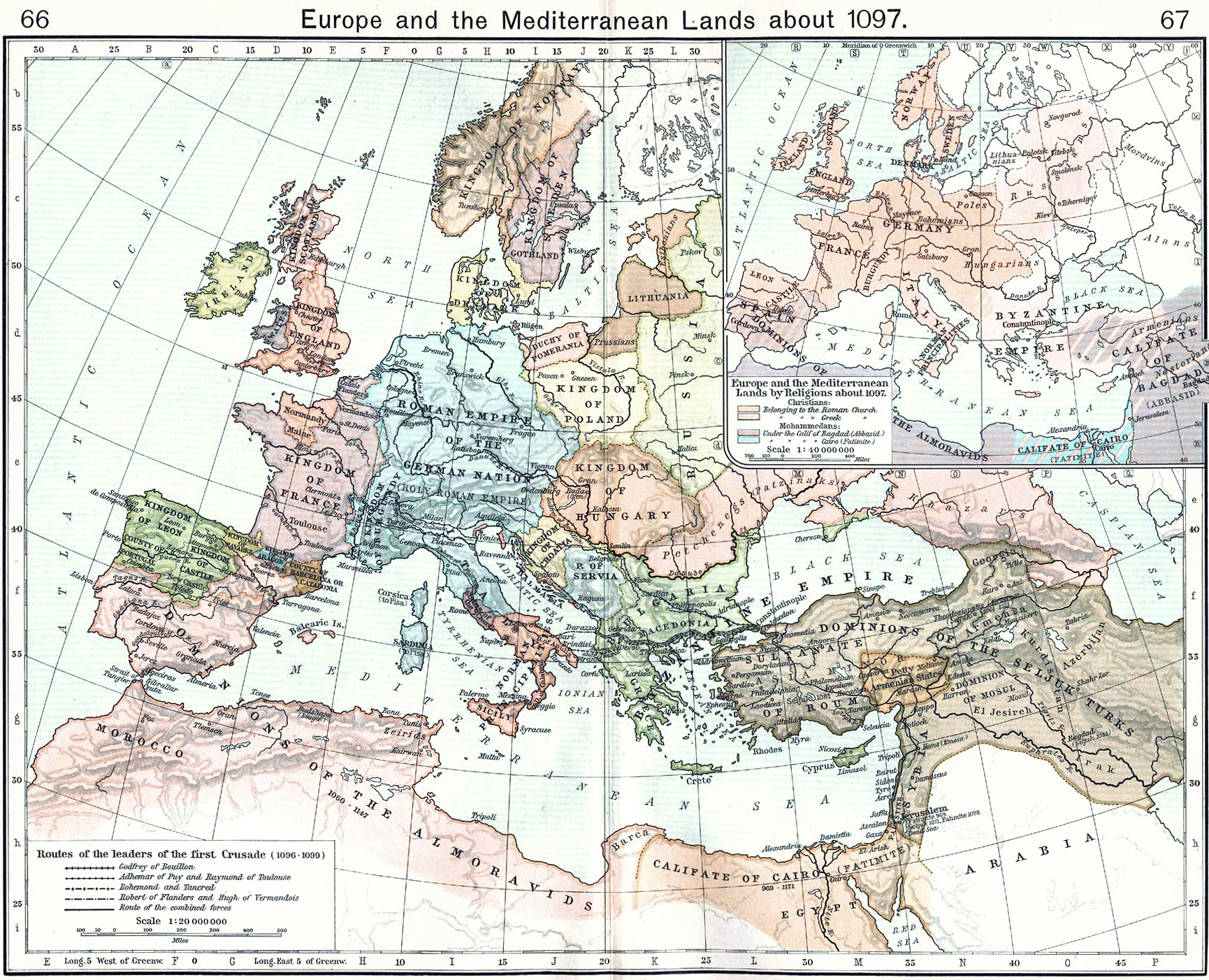
Extension de l’« Occident chrétien » au temps des croisades.

L'Europe s'est formée progressivement au fil de l'histoire.
- Elle se fonde historiquement sur l'héritage d'une partie de l'Empire romain. Cependant, bien que son foyer à Rome soit aujourd'hui en Europe, l'Empire romain n'est pas réellement à l'origine de l’Europe : c'est un empire méditerranéen, dont la composante européenne n'a jamais été particulièrement individualisée. Cependant, la limite Rhin - Danube de l'Empire romain marque encore en Europe une limite (approximative) entre les zones de culture romaine et les autres zones, germaniques et slaves.
- La fracture de l'Empire romain entre Empire romain d'Orient et Empire romain d'Occident ne fait toujours pas référence à l'existence de l'Europe. Cependant, cette limite Adriatique - Danube, qui se prolongera jusqu'à la Baltique, marquera la séparation entre christianisme orthodoxe et Église catholique romaine, dont l'influence culturelle reste manifeste encore aujourd'hui.

La première mention historique de l'Europe en tant que communauté sociale se trouve dans la description de la bataille de Poitiers, où l'historiographe décrit que les « troupes européennes » découvrent les tentes musulmanes. Une première Europe politique naît peu après avec l'empire de Charlemagne, qui unit une partie de l'Europe latine et une majorité de l'Europe germanique. Cette unité politique fut éphémère, mais l'idée d'une communauté sociale européenne y prend ses racines. Les différentes composantes européennes s'y rattacheront progressivement au fil de l'histoire.
Europe occidentale
- La composante culturelle « latine » est limitée par l'isthme Adriatique-Rhin, et fait partie du noyau carolingien primitif. Au sud, l'Espagne se rattache à cette composante au fil de la « reconquête » sur la sphère culturelle islamique. Au nord, la conquête de l'Angleterre par Guillaume de Normandie en fera un cas intermédiaire entre la culture latine et la culture germanique.
- La composante culturelle « germanique » s'étend géographiquement entre le Rhin et la Vistule, et au sud jusqu'aux Alpes. Cette composante fait également partie du noyau carolingien primitif. Sa limite orientale a été repoussée vers l'est (Ostsiedlung) entre le VIIIe et le XIVe siècle, par une colonisation progressive empiétant sur les zones slaves.

#### Europe orientale

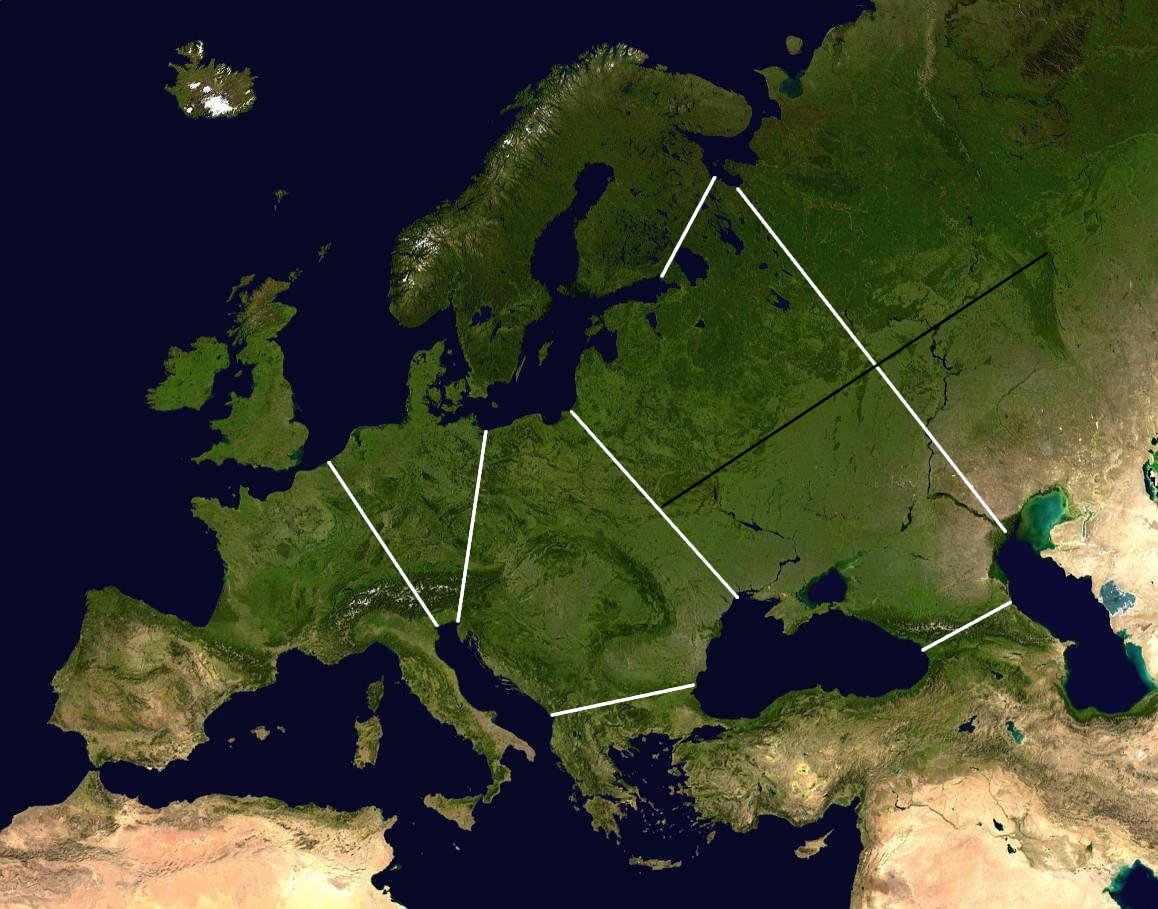
Aires culturelles et isthmes européens.

La composante « slave » historique était historiquement centrée sur l'Ukraine occidentale (vers le IIIe siècle) et s'est étendue vers le sud (dans tous les Balkans), l'ouest (l'actuelle Pologne) et le nord (principautés russes primitives). Le rattachement de ces composantes slaves a suivi des histoires différentes, marquées par deux grands chocs culturels. Au nord de la mer Noire, les invasions des peuples des steppes et leur reflux progressif, dans ce qui apparaît comme le « ventre mou de l'Europe » (Huns, Avar, Khazar, Magyars, Coumans, Horde d'Or). Au sud, à la suite de l'effondrement de l'empire byzantin, la conquête de l'empire ottoman sur les Balkans, et son reflux progressif.
- La Pologne / Lituanie s'est très rapidement placée dans la mouvance culturelle européenne (religion, système politique, liens commerciaux, alliances familiales…). Elle avait survécu à la grande vague d'arrivée des « peuples des steppes ». Elle fut à l'origine de la première reconquête sur les « peuples des steppes », taillant une « grande Pologne » qui comprenait pratiquement toute l'Ukraine occidentale.
- La zone qui s'étend entre Oural et Pologne, au nord, a été progressivement structurée par les fondations Vikings des principautés Rus' (Kiev, Novgorod) dès l'an ~900, avec des axes de commerce vers la Baltique et la mer Noire, et une évangélisation de christianisme d'orient (à laquelle résisteront longtemps les pays Baltes). Par son système politique et ses liens commerciaux, cette zone se rattache au complexe historico-culturel européen. Cependant, l'inclusion ou non de la Russie dans le concept d'« Europe » taraudera longtemps les géographes ; ce au moins jusqu'au XIXe siècle[9].
- NB : Par la suite la Russie a construit un empire, vers l'est (Sibérie) et le sud (jusqu'à la mer Noire et la Caspienne), mais le caractère européen de cet empire colonial est un « héritage » plus qu'une « nature originelle », de même que les États-Unis ou l'Australie ont « hérité » d'une culture européenne, sans pour autant être un peuple de « nature » européenne.

#### Scandinavie
Initialement autonomes avec la culture viking, les pays scandinaves sont progressivement rentrés dans la sphère européenne, par renforcement de leurs liens économiques, culturels et religieux avec les sphères germaniques et slaves.

#### Le «ventre mou» de l'Europe
La zone qui s'étend entre Carpates et mer Caspienne, au sud, est longtemps restée dans la mouvance culturelle des peuples des steppes (Huns, Avars, Coumans, Khazar, Petchenègues, Oghuz...). Le rattachement de ces zones à la mouvance européenne suit les conquêtes successives de la Pologne, puis de la Russie. On[Qui ?] peut distinguer trois grandes aires dans cette bande de terres fertiles :
- Ce n'est que très tardivement (~1400) que la zone « Ukraine » a été rattachée à l'orbite de la Lituanie, et que la limite de l'Europe passe un peu au-delà du Dniepr.
- L'extension du rattachement européen entre Dniepr et Volga correspond essentiellement à la première poussée impériale russe, vers le sud. Dans la tranche Dniepr-Volga, il n'y a actuellement plus de « culture des steppes » justifiant que la colonie soit un pays asiatique par ailleurs. Cette zone est donc culturellement européenne aujourd'hui.
- Plus à l'est, la conquête russe n'a été que plus récente, et la culture autochtone a été maintenue : au-delà de la Volga (pour faire court et arbitraire). De ce point de vue, on[Qui ?] peut donc à nouveau parler de la zone asiatique historiquement colonisée par la Russie.

Les frontières politiques ne reflètent pas fidèlement ces limites historiques, mais dans ces zones de grandes plaines, la position exacte est peu importante. On a donc trois bandes : Ukraine européenne sans trop d'état d'âmes, zone coloniale russe de transition (Astrakhan limite asiatique, mais la partie plus au nord plutôt russe), et zone coloniale non acculturée à partir du Kazakhstan.

#### Balkans
Les Balkans sont avec la Grèce antique le premier centre de civilisation classique en Europe. Ils donneront à l'Europe la base de sa culture, Platon, Aristote, Socrate, Pythagore, Périclès ou encore Alexandre le Grand de Macédoine sont tous des enfants des Balkans. Les Balkans deviendront par la suite le centre européen de l'Empire romain d'Orient.
Au moment des grandes invasions ils seront la zone d’expansion des « Slaves du Sud » (le terme Yougoslaves n'est pas correct dans ce contexte, parce qu'il désigne la population d'un État concret - la Yougoslavie; c'est un mot artificiellement créé à cet effet qui n'est pas usité pour les Slaves du Sud comme tels), l’histoire culturelle de la péninsule balkanique est dominée par l’invasion des Ottomans qui y imposèrent leur administration pendant 4 siècles. Cette administration resta largement étrangère par rapport à la population autochtone en majorité chrétienne orthodoxe : il n’y a guère qu’au Kosovo et en Albanie que cette occupation a conduit à une majorité musulmane dans la population locale (musulmans majoritaires en Bosnie-Herzégovine également, plus quelques minorités éparpillées un peu partout dans les Balkans). À partir du XVIe siècle, l’histoire des Balkans est celle d'un lent recul des Ottomans, qui s’achève au traité de Sèvres (1920), à la suite duquel la Turquie ne conserve dans les Balkans que la province de Thrace.
Dans les Balkans, le rattachement à la mouvance européenne s’est historiquement confondu avec la libération de l'occupation ottomane.

### Cohérence sociale et culturelle

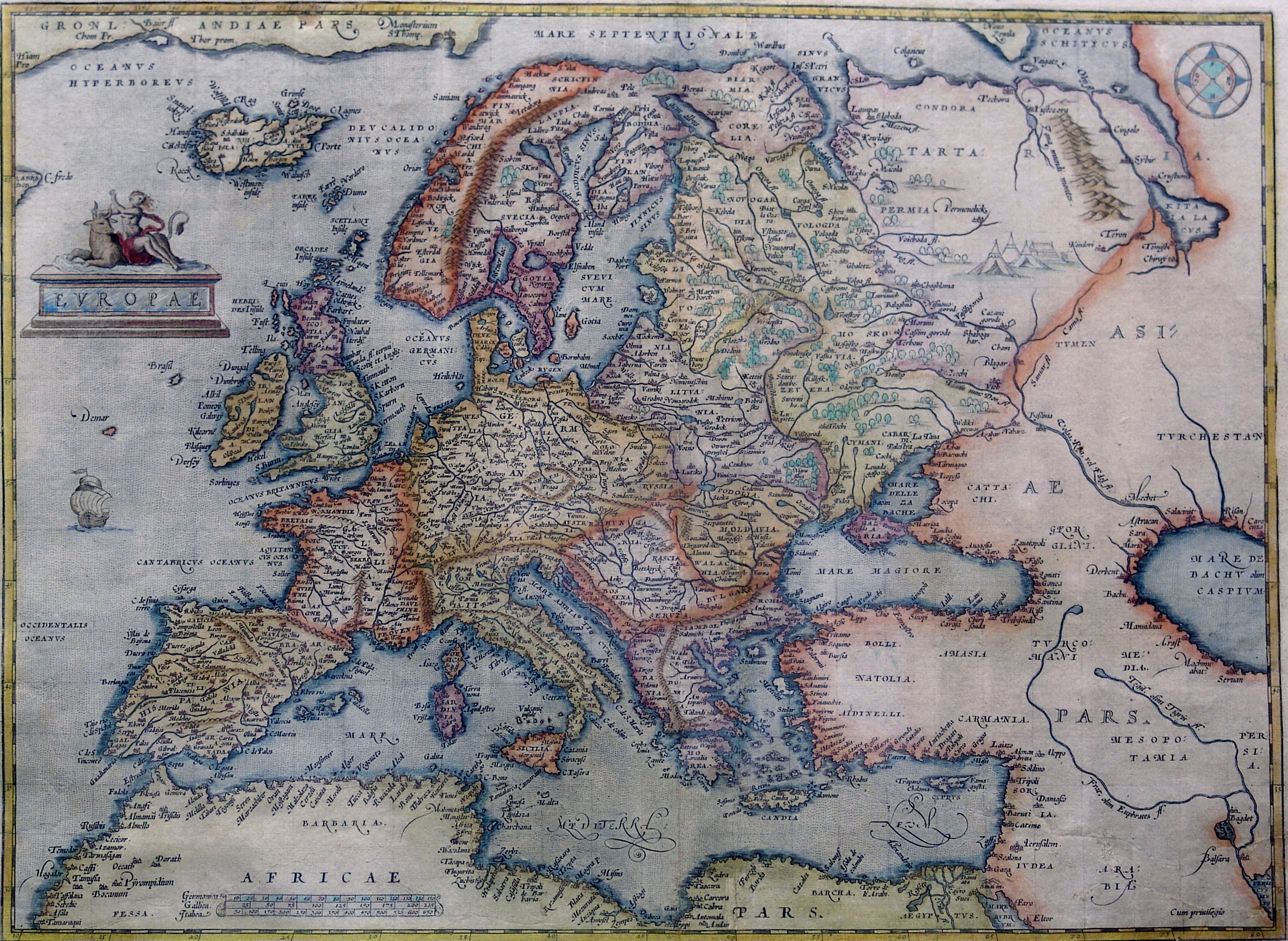
L'Europe dans l'Atlas d'Ortelius

L'adhésion progressive des différentes régions à la mouvance européenne relève plus d'un état de fait que d'une démarche officielle et explicite. Les composantes culturelles en sont variées, et la plupart des composants historiques ont cessé d'être pertinents de nos jours. Ceux-ci comprennent :
- un substrat formé par un mode de vie majoritairement sédentaire et agricole, dans un tissu social cependant organisé autour de petits pôles commerciaux, le bourg où se tient régulièrement le marché, parmi lesquels se distingue souvent un « chef-lieu » urbain, centre focal de l'activité politique et religieuse de la population. La quasi-totalité des villes européennes sont déjà urbanisées au Moyen Âge, et certaines remontent à l'époque celtique. Ce mode de vie s'oppose par exemple aux modes « chasseur-cueilleurs » sibériens, ou aux modes « nomades » des peuples des steppes plus au sud ;

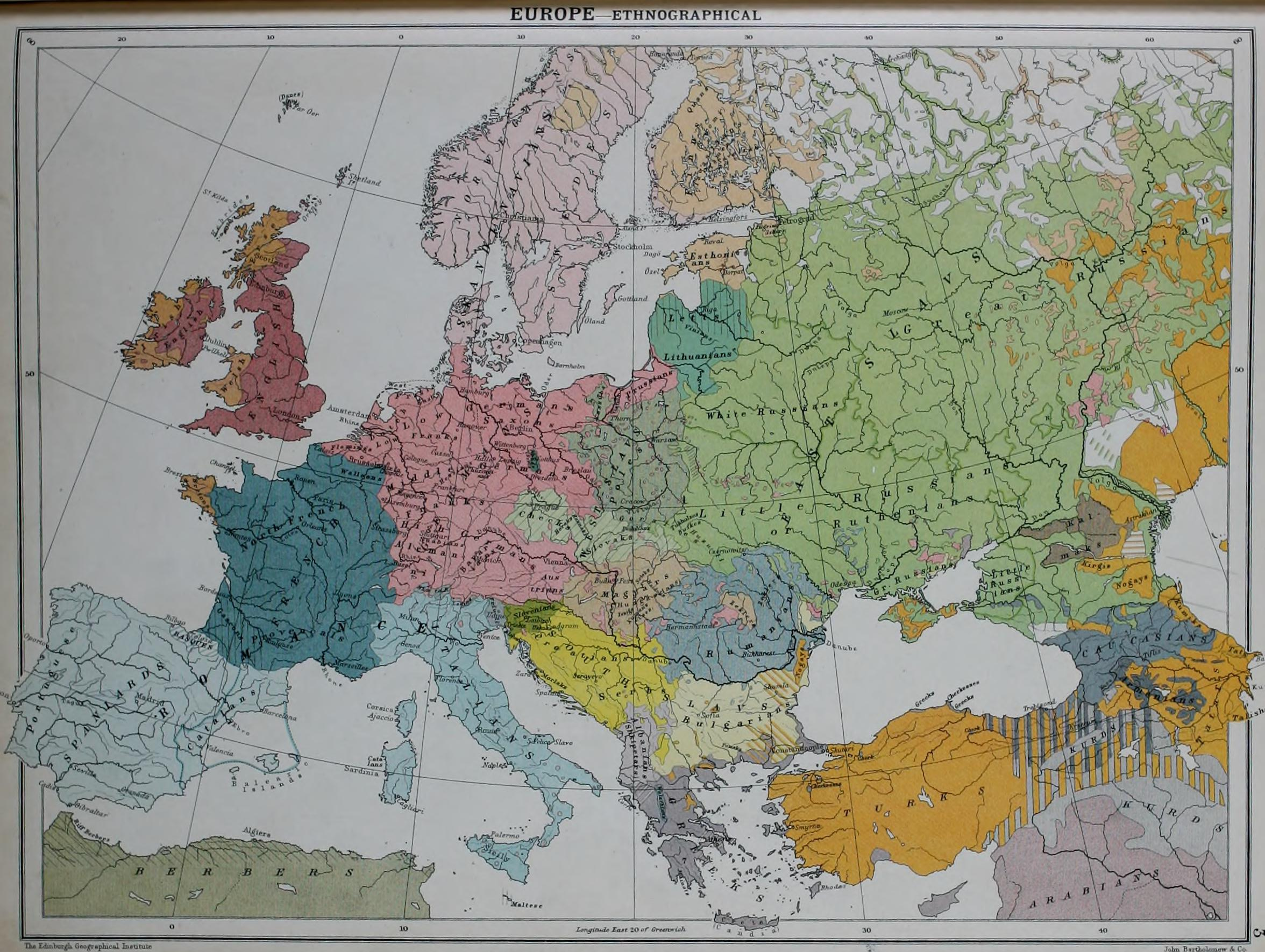
Carte ethnographique de l'Europe, 1915.

- Carte ethnographique de l'Europe, 1915.un ordre social au sommet duquel figure la religion, sous sa forme romaine ou orthodoxe. Dans la majorité des cas, la conversion des peuples marque en pratique leur rentrée dans l'espace européen. Pendant longtemps, l'idée d'appartenance à l'Europe se confond avec celle de Chrétienté. Cependant cette référence n'est explicite que dans la partie occidentale de l’Europe ; à une époque où l'Empire romain d'Orient étant encore actif, les chrétiens orthodoxes se percevaient comme romains et non européens ;
- une organisation sociale pratique le plus souvent inspirée du système féodal, où un suzerain impose sa loi et son administration à un territoire, et tisse des liens d'interdépendances complexes (cousinages, traités, hommages...) avec d'autres suzerains voisins ou non. À ce titre, l'organisation européenne a été projetée au-delà de ses frontières actuelles, avec les États latins d'Orient, dont il ne reste plus guère aujourd'hui comme trace que l'appartenance de Chypre à l'union européenne ;
- une confrontation entre deux conceptions de solidarité internationales, sensible dans la lutte contre les Arabes en Espagne, ou celle contre les Turcs dans les Balkans, marquées par ce qui était à l'époque vécu comme des « basculements » successifs de régions d'un camp à l'autre ;
- plus tard, l'émergence de l'organisation universitaire, largement internationale dans ses débuts. Des échanges économiques et commerciaux denses prennent le relais à partir de la Renaissance, conduisant à une homogénéisation technique et scientifique. Enfin, les réflexions des Lumières constituent une philosophie d'ampleur européenne ;
- sur ce substrat relativement homogène, techniquement et culturellement, la révolution industrielle marque le départ d'une histoire collective de conquête technologique et de conquêtes géographiques.

## Frontières et limites d'un territoire européen

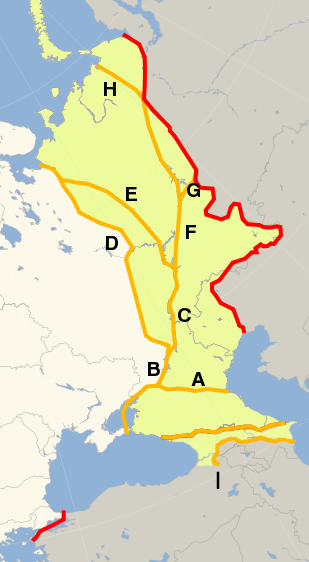
Les différentes limites conventionnelles utilisées aux. La ligne rouge représente la convention moderne la plus usitée depuis le milieu du XIXe siècle : elle suit la ligne de crête de la chaîne du Caucase, la rivière Oural et la chaîne de l'Oural.

Le problème de l'Europe est qu'elle est en premier lieu, une vue de l'esprit. Suivant les âges et les cultures de chaque pays, l'Europe a eu des significations différentes, depuis l'antiquité jusqu'à aujourd'hui. Cela s'explique par le fait que l'idée d'Europe, Afrique, Asie et Amériques sont apparues avant la cartographie du monde. Si ces derniers se sont bien révélés dans la suite des continents tels qu'on les définit aujourd'hui (il aura fallu attendre le percement du canal de Suez afin de séparer l'Afrique et l'Eurasie), cela n'est pas le cas de l'Europe.
Cela n'a pourtant pas empêché le concept d'Europe de prospérer en tant que supraterritoire, c'est-à-dire comme un ensemble de souverainetés, notamment à travers le Saint Empire. Le déterminant n'est pas alors géographique mais simplement politique et religieux. Lorsqu'il a fallu fixer des frontières européennes à partir de quelque chose de tangible et donc physique, des obstacles naturels ont été désignés.
Ce fut ainsi le cas, lorsque Pierre le Grand voulant justifier l'appartenance de son pays au concert des nations européennes, essaya de repousser autant que possible la frontière orientale entre Europe et Asie afin que la plus grande partie des Russes chrétiens soient considérés comme européens. Déjà à cette époque, les frontières de l'Europe se mouvaient selon les velléités d'appartenance européenne, selon la théorie de la frontière isobare.
Un autre exemple révélateur est celui du Caucase. Selon le pays ou la mode, le Caucase, chaîne montagneuse partant de la mer noire à la mer Caspienne, est la frontière entre l'Europe et l'Asie. Le but est alors de prouver que l'Europe est une péninsule de l'Asie séparée par l'Oural et le Caucase et qu'elle possède donc une définition géographique propre. Or cette tentative ne se conforme absolument pas à la définition de péninsule qui est une partie de terres émergées rattachée à une masse continentale par une zone relativement moins large qu'elle.
Dans d'autres interprétations[Lesquelles ?] de l'Europe, ce n'est plus le Caucase qui fait référence, mais la mer Caspienne ainsi que le fleuve Koura. Les raisons sont là aussi politiques, selon que l'on veuille ou non inclure la Géorgie, l'Arménie, la Turquie et l'Azerbaïdjan dans l'Europe, les frontières se déplacent plus ou moins[pas clair] vers le nord. En réalité, on le voit, l'Europe n'est ni un continent, ni un sous-continent, ni une péninsule, ni une quelconque entité géographique scientifiquement déterminable. L'Europe est simplement une abstraction utilisée pour rendre compte d'un ensemble de peuples et pays géographiquement proches. En cela, l'Europe est une région géographique dont les limites sont essentiellement politiques et donc très instables, voire ambiguës. Il n'existe donc aucune base scientifique solide pour affirmer qu'un pays est strictement « en Asie » et non « en Europe ». Mais, à partir du moment où il est situé sur le continent eurasiatique, on pourrait définir le caractère européen ou non d'un pays selon d'autres critères que géographiques.
On notera que les Romains utilisaient déjà le vocable d'Asia Minor (Asie Mineure) pour la partie occidentale de l'Anatolie. Le fait de placer la plus grosse partie du territoire turc en Asie ne date donc pas de la période contemporaine.

## Limites de l'Europe selon les domaines

Carte panchronique de l'Union européenne et de ses États candidats.

Carte des États membres de l'espace Schengen.

Carte des États membres du Conseil de l'Europe.

### Droit
Sur le plan juridique également, l'Europe n'a pas de limite précise. Ses limites dépendent du point de vue selon lequel on se place.
S'interroger sur les limites de l'Europe sur le plan juridique revient à aborder la question de la souveraineté sur le plan interne et « westphalien », pour reprendre la terminologie moderne proposée par le politologue américain Stephen Krasner, spécialiste des questions de souveraineté à l'université Stanford.
Voir :
- Politique en Europe, sur la composition des différentes organisations européennes.
- Souveraineté, sur les questions touchant au droit constitutionnel.

#### Hiérarchie des normes
La théorie dominante en droit est la hiérarchie des normes, introduite par le juriste autrichien Hans Kelsen, qui postule que le droit est un ensemble de normes juridiques, placées selon une pyramide hiérarchique.
Le droit positif actuel considère que le plus haut niveau est constitué par le bloc de constitutionnalité, puis vient le bloc de conventionnalité dans lequel on trouve le droit communautaire, le droit international... Le niveau du droit purement national est le bloc de légalité.
D'un point de vue juridique, les États européens qui appartiennent à l'Union européenne sont donc tenus de transposer le droit communautaire dans les droits nationaux. La procédure de transposition des directives européennes ne concerne donc que les États membres de l'Union européenne, sur les domaines considérés comme appartenant aux compétences de l'Union européenne, soit essentiellement le premier pilier de l'Union européenne, constitué par la Communauté européenne.

#### Droit commercial et droit des affaires
Zone euro et Union européenne
Du point de vue de la souveraineté domestique, une difficulté apparaît par rapport à la zone euro, qui ne comprend pas tous les membres de l'Union européenne : en effet, le Royaume-Uni, le Danemark et la Suède n'ont pas intégré la zone euro. L'application des directives européennes, qui comprend certains aspects financiers (voir notamment la mise en œuvre des normes IAS/IFRS), peut donc s'en trouver affectée.
Libre-échange et Union européenne
Du point de vue de la souveraineté westphalienne, une seconde difficulté apparaît du fait que :
- l'Union européenne n'est pas directement partie prenante de l'Association européenne de libre-échange (AELE), mais elle l'est par l'intermédiaire de la Communauté européenne.
- les pays qui ont adhéré à l'AELE (espace économique européen) ne sont pas tous membres de l'Union européenne (voir Politique en Europe).

Sur un plan financier, il est donc difficile d'établir des limites précises sur les transferts de capitaux entre l'Union européenne et l'extérieur. Sur le plan de l'infrastructure informatique qui sous-tend ces transferts, la gestion des réseaux informatiques européens n'est pas encore pleinement organisée, et que la gouvernance d'Internet fait l'objet de débats.

#### Espace Schengen
Du point de vue du troisième pilier de l'Union européenne, la plupart des contrôles aux frontières ont été reportés aux limites de l'Espace Schengen, qui est différent de l'Union européenne.

### Sport
Dans le domaine sportif, les organismes qui s'occupent des compétitions continentales intègrent souvent des fédérations couvrant des territoires s'étendant en dehors des limites traditionnelles de l'Europe.
Ainsi, en football, l'Union des associations européennes de football (UEFA) intègre, outre la Turquie et Chypre, tous les pays du Caucase, mais également le Kazakhstan et Israël.
En basket, la FIBA Europe intègre ces mêmes pays à l'exception du Kazakhstan.
Il en va de même en athlétisme avec l'Association européenne d'athlétisme.
En Formule 1, l'édition 2016 du Grand Prix d'Europe se déroula sur le Circuit urbain de Bakou, au sein de la capitale azéri avant d'être renommé Grand Prix d'Azerbaïdjan à partir de 2017

### Médias
L’Union européenne de radio-télévision comprend des membres de la plupart des pays du pourtour méditerranéen (y compris l'Afrique du Nord), et même au-delà (Jordanie). C'est elle qui organise le Concours Eurovision de la chanson. Théoriquement des pays du Maghreb pourraient donc y participer — le Maroc a dailleurs participé une unique fois en 1980 —. Dans les faits, seul Israël, ainsi que désormais depuis 2015 l'Australie, prend régulièrement part à ce concours comme pays « extracontinental ».

### Organisations Internationales
Bien que cette classification soit purement pratique, l'ONU, pour son conseil de sécurité, a divisé les pays selon des aires géographiques pour les membres non-permanents. Ainsi, la Géorgie, l'Azerbaïdjan et l'Arménie sont inclus dans l'Europe Orientale. L'Europe occidentale est contenue dans un groupe qui repose moins sur une convention géographique que culturelle, puisque l'Amérique du Nord, l'Océanie et la Turquie sont inclus, appelé « Groupe des États d'Europe occidentale et autres États ».

## Territoires frontaliers

### Les confins de l'Europe

#### À l'ouest

##### L'Islande
Île colonisée par la Norvège en 874, l'Islande est devenue danoise en 1380. Autonome en 1919, elle devient une république indépendante en 1944 après avoir été une monarchie avec union personnelle au roi du Danemark.
À cheval sur les plaques tectoniques européennes et américaines — d'où son activité volcanique importante — et bien que plus proche, en distance, du continent américain que de l'européen (296 km du Groenland, 431 km des Îles Féroé)[réf. nécessaire], l'Islande est toutefois considérée comme européenne, en raison de son peuplement d'origine scandinave. Elle est en outre membre des principales organisations européennes, comme l'Espace économique européen (mais pas de l'Union européenne).

##### Détroit de Gibraltar
Le détroit de Gibraltar marque conventionnellement la limite entre l'Afrique et l'Europe. Il est possible de discuter le fait que le Maghreb n'a rien à voir avec la culture européenne, qui correspond plus à des ajouts de diverses influences que d'une seule et unique civilisation. Qui plus est la partie occidentale du Maghreb a été l'objet de la Reconquista (concept créé 4 siècles plus tard), après la prise de Grenade en 1492 (ce qui explique[réf. souhaitée], encore aujourd'hui, le statut de Ceuta ou de Melilla). L'Andalousie, l'Algarve et le nord du Maroc conservent nombre traits communs, outre leur nom d'origine arabe et les nombreux mariages mixtes entre les trois[Lesquelles ?] communautés pendant Al Andalus jusqu'en 1492.
Encore une fois, les frontières sont décidées par les êtres humains et les sociétés dans lesquelles ils vivent. Que dire des Ibères et de leurs descendants Espagnols, Portugais et Berbères ? De plus, le Maroc avait demandé son adhésion à l'Union européenne en 1984.
Par ailleurs, l'Afrique du Nord, considérée par plusieurs auteurs comme le « berceau de la latinité chrétienne », était considérée par les anthropologues et « raciologues » du XXe siècle, tel Carleton Coon ou Madison Grant comme faisant partie de « l'Europe anthropologique ». Ainsi ce dernier écrivait-il en 1916 : « Au point de vue zoologique, depuis le début de l'époque tertiaire, l'Afrique du Nord, au nord du Sahara, fait partie de l'Europe. Cela est vrai à la fois des animaux et des races humaines ».

#### À l'est

##### La Nouvelle-Zemble
L'archipel de la Nouvelle-Zemble, russe depuis 1594, est situé au large de l'Oural. Il est bordé par la mer de Barents à l'ouest, par la mer de Kara à l'est et par l'océan Arctique au nord. Il constitue la « frontière » traditionnelle mais arbitraire, la plus septentrionale, entre l'Europe et l'Asie.

##### L'Oural
L'Oural, chaîne de montagnes peu élevée et facilement franchissable est le type même d'une frontière plus symbolique que volontairement séparatrice des deux continents. Un cours d’eau du même nom se jette dans la mer Caspienne, assez loin de la chaîne de montagne.

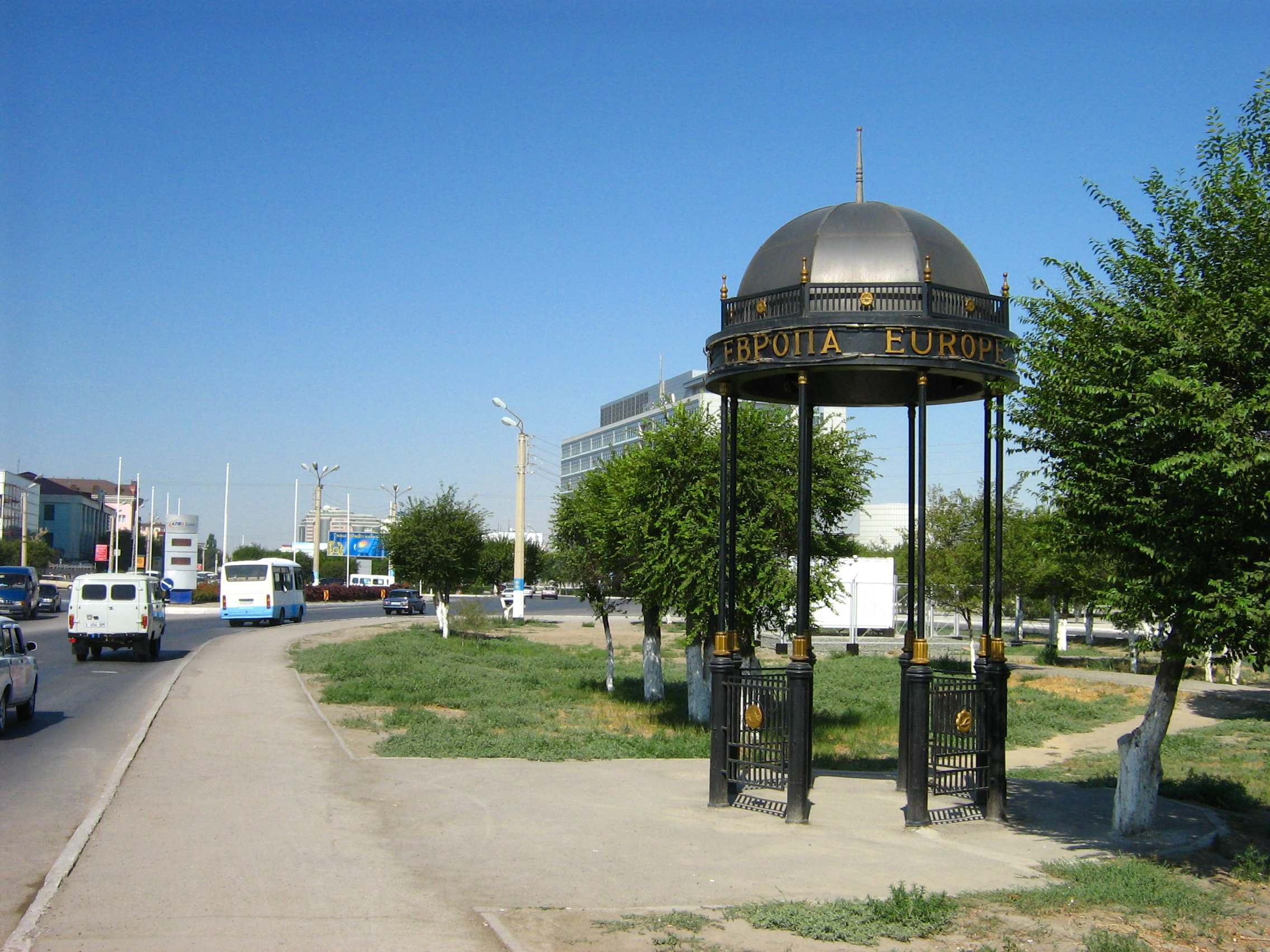
Le panneau d'Europe à Atyraou, Kazakhstan, immédiatement après le pont au-dessus du fleuve Oural

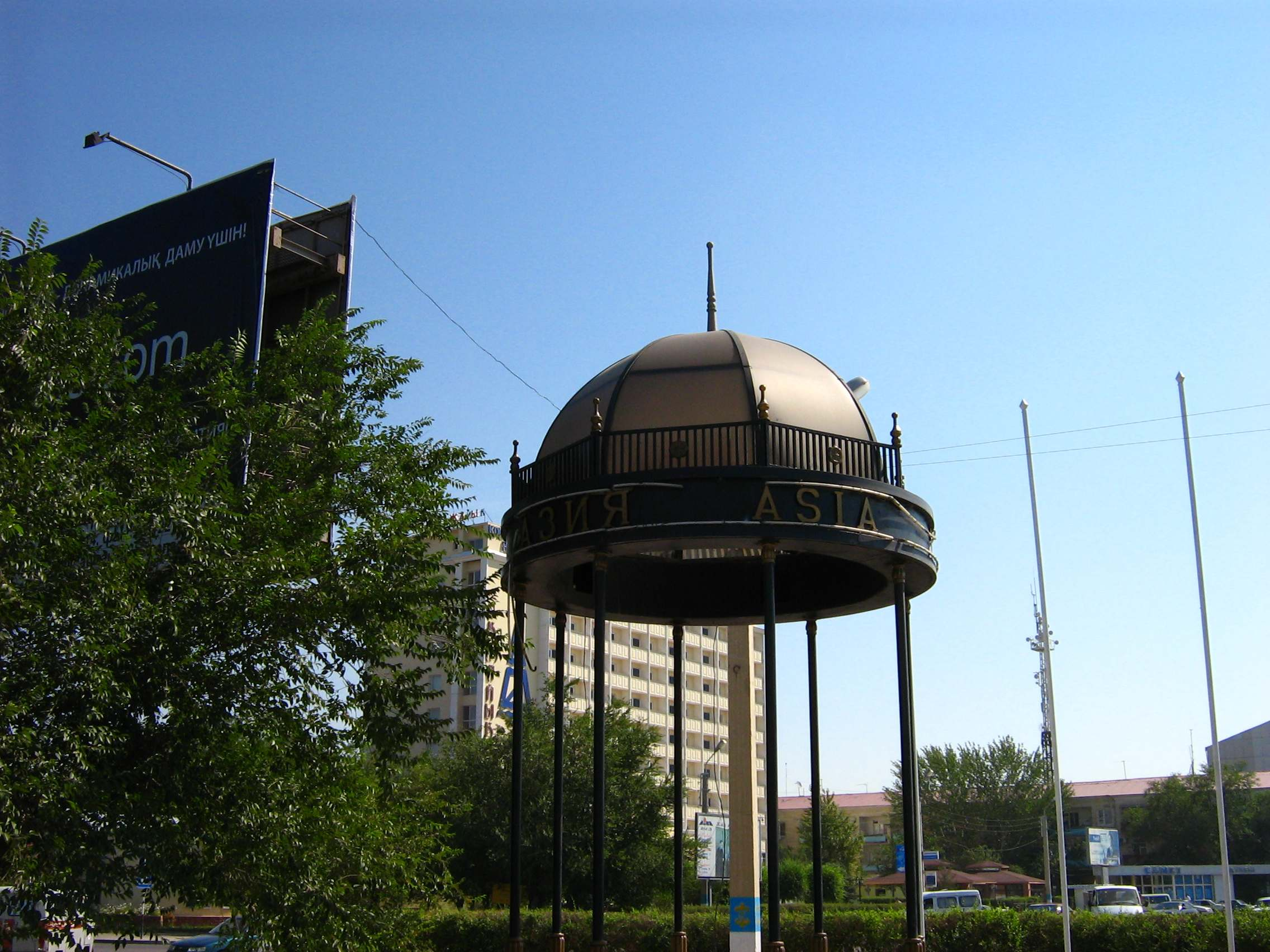
Le panneau d'Asie à Atyraou, Kazakhstan, immédiatement après le pont

Les Russes considèrent une petite chapelle sur l'avenue principale de Novossibirsk comme le centre géographique de leur pays. Cette ville importante compte d'ailleurs plus de pubs irlandais que de restaurants chinois, et la population, l'ambiance et le mode de vie n'y ont rien d'asiatique. Aujourd'hui les frontières officielles de l'Europe viennent de Pierre le Grand qui a fixé les nouvelles frontières européennes au début du XVIIIe siècle. Il a chargé son géographe Tatichtchev de fixer des frontières qui seraient les plus éloignées possibles à l'est. Il fixa donc la frontière orientale de l'Europe à l'Oural, ce qui a alors été admis par les puissances européennes.

##### Le Caucase
Le Caucase est une zone géographique, massif montagneux et régions avoisinantes, qui peut poser problème quant à sa définition et à son appartenance. En effet, il a été choisi comme limite entre Europe et Asie. Or, les pays de la Transcaucasie — Arménie, Azerbaïdjan, Géorgie — sont traditionnellement associés à l'Europe par des liens culturels[précision nécessaire] (ils sont notamment membres de diverses associations culturelles et sportives[réf. souhaitée]).
En 1798 les Russes commencent à conquérir les terres au sud de Rostov-sur-le-Don. Nominalement ces terres méridionales étaient en Asie, un peu comme les rives de la mer Noire avant la fondation d'Odessa peuplée de Tatars de Crimée peuple altaïque cousin des Turcs.
Le Caucase est associé depuis l'Antiquité au monde grec avec la Géorgie et l'Arménie qui étaient des royaumes en contact avec les cités du royaume du Pont (Bosphore). Au Moyen Âge à partir de 500/600, la christianisation enracine un peu plus ces territoires en Europe, de par le lien avec les Églises d'Orient et l'Empire romain d'Orient (Romanie ou Empire byzantin). L'ensemble des régions ayant subi la triple influence de l'hellénisme, de la romanité (latin, importance du droit, assimilation de l'extérieur) et du judéo-christianisme (monothéisme, rapport essentiel aux textes et à l'écriture) serait selon Paul Valéry sa propre définition de l’Europe.
Les Croisades associent l'Arménie qui crée même une annexe en Cilicie (Turquie du Sud : royaume arménien de Cilicie vers 1050).
Ainsi les liens avec l'Asie : contact perse et turc, mais aussi européens : russe vont donner la coloration caucasienne. L'entrée des trois pays : Azerbaïdjan, Arménie et Géorgie dans le Conseil de l'Europe en 2000 pose question : ces pays peuvent-ils entrer dans l'UE ?
La Révolution des Roses s'est appuyée sur cette motivation, de même que le drame tchétchène pose la question de l'intervention de l'UE comme pour les guerres de Yougoslavie.
Aux États-Unis, le terme « caucasien » a longtemps désigné les personnes « de race blanche, ou race caucasienne » dans un contexte de politiques migratoires et de naturalisation restrictives. Cet usage s'appuyait sur une classification établie par l'anatomiste allemand Johann Friedrich Blumenbach (1752-1840). Cette terminologie a été reprise dans les statistiques du gouvernement fédéral et des différentes institutions pour désigner des personnes blanches, initialement exclusivement considérées comme d'origine européenne, mais cette définition est obsolète depuis 1997.
Selon une vision répandue[Qui ?], le contour de l'Europe élargie peut s'affiner et s'imaginer à partir des États membres du Conseil de l'Europe[réf. nécessaire].

##### Le Bosphore
L'entrée possible de la Turquie dans l'UE pose la question de cette limite traditionnelle entre l'Asie et l'Europe. Il s'agit bien d'une limite géographique, mais s'agit-il d'une limite culturelle ? La réponse est plus complexe, les marquages grecs, romains et surtout byzantins et ottomans ont façonné les territoires des deux côtés du détroit. L'influence grecque s'est accentuée avec l'empire byzantin (présence depuis l'Antiquité sur des terres originellement iraniennes (Lydie…), tandis qu'à la période ottomane, l'Empire ottoman a envahi l'Europe et a propagé sa culture et sa religion dans la partie européenne qu'il occupait, tout particulièrement en Bosnie-Herzégovine et en Albanie.

##### Chypre
Chypre constitue un cas d’école dans les discussions concernant le caractère européen ou non d’un pays. Étant une île de la Méditerranée, il est difficile de la placer dans un territoire en particulier. Sur un plan purement géographique, située à proximité de la Turquie et du Proche-Orient, il semblerait logique de la rattacher à ce qui peut être considéré comme l’Asie. Or, tant du point de vue historique, que culturel et politique, Chypre est un territoire à dominante européenne. Que ce soit sous Richard Cœur de Lion, les Vénitiens, Byzance, le roi franc Guy de Lusignan, l’Empire ottoman, puis britannique, l’héritage grec y a toujours survécu, ainsi que pour beaucoup le sentiment d’appartenance à la Grèce et donc à l’Europe. C’est dans cette dernière velléité, le rattachement à la Grèce, que se trouvent les racines de la guerre civile, entre Chypriotes grecs et Chypriotes turcs, qui mènera à la séparation de l’île. Aujourd’hui encore, la république de Chypre (seul État de l’île reconnu par la communauté internationale) ainsi que la très grande majorité des habitants de l’île se considèrent comme Européens et absolument pas comme appartenant à l’Asie. En 2008, l'île est séparée en deux États, un au sud, hellénophone et reconnu par la communauté internationale, l’autre au nord, turcophone et reconnu seulement par la Turquie. Autant les Chypriotes grecs que les Chypriotes turcs se sentent avant tout Chypriotes et donc légitimement Européens.
Anecdotiquement, on peut noter que les « cartes de l'Europe » dans les manuels scolaires de géographie n'allaient que rarement assez vers l'Est pour inclure Chypre. Depuis l'entrée de Chypre dans l'Union européenne, les cartes de l'Europe sont systématiquement assez étendues pour l'inclure.

### Territoires européens hors de l'Europe

#### Groenland
Le Groenland est géographiquement situé en Amérique du Nord de par sa proximité avec le Canada particulièrement. Possession du Danemark depuis 1380, il est habité par des Inuits. Depuis 1979, il bénéficie d'un statut d'autonomie. En 1973, le Groenland en tant que partie du royaume du Danemark est entré dans la Communauté économique européenne mais s'en est retiré en 1985, restant toutefois associé en tant que territoire d'outre-mer.
Depuis les élections législatives de 2009, les partis indépendantistes sont entrés au parlement du Groenland. Des succès électoraux consécutifs posent la question de l'indépendance et des relations internationales tournées à la fois vers les acteurs de la zone Arctique et également vers les investisseurs intéressés par les richesses du sous-sol ou de la mer.

#### Territoires espagnols
- Îles Canaries

Ce territoire est espagnol depuis 1480, la culture traditionnelle est celles des Guanches, proches des Berbères.
- Enclaves espagnoles en Afrique du Nord
  - Ceuta
  - Melilla

Ceuta, comme Melilla, est une préside, c'est-à-dire à l'origine une avancée pour la conquête prévue mais avortée du Maghreb par Isabelle la Catholique mais aussi les rois du Portugal. D'ailleurs Ceuta fut d'abord portugaise de 1471 à 1580.
- Présides espagnols depuis 1497
  - Peñón de Vélez de la Gomera
  - Chafarinas
  - Peñón de Alhucemas

#### Territoires russes
- Sibérie : la colonisation débute en 1623, cette région qui représente 77 % de la surface de la Russie mais seulement 27 % de sa population (depuis 1990, la population de Sibérie migre en masse vers la Russie d'Europe), est caractérisée par un climat froid et extrêmement continental. La colonisation de la Sibérie débute réellement à partir de 1623 par la soumission des Tongouses, les premiers établissements ne datent que des XVIIe et XVIIIe siècles, les Russes qui émigraient en Sibérie étaient des chasseurs et des personnes fuyant la Russie européenne. La Sibérie est encore aujourd’hui une région qui recherche à attirer les « colons russes ».

#### Territoires portugais
- Madère : ile portugaise depuis 1430 (avec ses dépendances : Porto Santo, Ilhas Desertas et Selvagens)
- Açores : archipel portugais depuis 1432

#### Départements et territoires français d'outre-mer
La France a cinq départements d'outre-mer (DOM) qui sont « partie intégrante de l'Union européenne ».
- Martinique et Guadeloupe : Ces îles en Amérique et aux Antilles sont françaises depuis 1635. Les Antillais ont développé une culture créole originale et brillante, fruit de l'adaptation à l'esclavage, entre influences amérindiennes (Arawak), africaines (golfe de Guinée), notamment les Yorubas.
- Guyane : Territoire français depuis 1643. Culture originale créole, mélange d'influences amérindiennes, africaines et françaises. Cela s'est enrichi avec la venue des Hmong, des Brésiliens et des Surinamais (eux-mêmes mélange d'Africains et de Javanais).
- La Réunion : île française depuis 1665, elle fait partie de l'archipel des Mascareignes avec l'île Maurice et Rodrigues sans compter l'ancienne circonscription coloniale française qui les liait avec les Seychelles et l'archipel des Chagos soit tout l'ouest de l'océan Indien. Culture créole avec influences du Mozambique : descendants des esclaves africains, de la métropole, influences indo-persanes surtout tamoules et qui représentent trois religions : hindouisme, islam, christianisme. Tout ceci est complété par des émigrants venus de Mayotte ou de Madagascar.
- Mayotte : (département depuis le 31 mars 2011)

Les Collectivités d'outre-mer (COM) ont des statuts différents vis-à-vis de l'Union européenne même si leurs habitants, citoyens français sont donc des citoyens de l'Union européenne:
- Saint-Pierre-et-Miquelon : collectivité territoriale française mais proche de l'île canadienne de Terre-Neuve donc rattachée géographiquement à l'Amérique du Nord.
- Saint-Barthélemy
- Saint-Martin, partie intégrante de l'Union Européenne
- Polynésie française
- Wallis-et-Futuna

Territoires à statut particulier
- Terres australes et antarctiques françaises (TAAF) :
  - Îles Saint-Paul et Amsterdam
  - Îles Crozet
  - Îles Kerguelen
  - Terre Adélie (incluant l'île des Pétrels et tout l'archipel de Pointe Géologie)
  - îles Éparses (Bassas da India, Europa, îles Glorieuses, Juan de Nova, Tromelin)
- Nouvelle-Calédonie
- Île de Clipperton (administré directement par le ministre de l’Outre-Mer)

#### Territoires néerlandais d'outre-mer
- Aruba
- Curaçao
- Pays-Bas caribéens :
  - Bonaire
  - Saba
  - Saint-Eustache
- Saint-Martin

#### Territoires grecs
- île de Kastelórizo, au sud de la côte turque

#### Territoires norvégiens
- Île Bouvet
- Île Pierre Ier
- Terre de la Reine-Maud